# Thysanotus exiliflorus
Thysanotus exiliflorus är en sparrisväxtart som beskrevs av Ferdinand von Mueller. Thysanotus exiliflorus ingår i släktet Thysanotus och familjen sparrisväxter. Inga underarter finns listade i Catalogue of Life.